# Вестфілд (Вермонт)
Вестфілд (англ. Westfield) — місто (англ. town) в США, в окрузі Орлінс штату Вермонт. Населення — 534 особи (2020).
Заснований 1780 року, отримав свою назву на честь американського політика Вільяма Веста. За даними перепису 2010 року населення становило 132 особи.

### Клімат
| Клімат : Вестфілд       | Клімат : Вестфілд | Клімат : Вестфілд | Клімат : Вестфілд | Клімат : Вестфілд | Клімат : Вестфілд | Клімат : Вестфілд | Клімат : Вестфілд | Клімат : Вестфілд | Клімат : Вестфілд | Клімат : Вестфілд | Клімат : Вестфілд | Клімат : Вестфілд | Клімат : Вестфілд |
| Показник                | Січ.              | Лют.              | Бер.              | Квіт.             | Трав.             | Черв.             | Лип.              | Серп.             | Вер.              | Жовт.             | Лист.             | Груд.             | Рік               |
| Абсолютний максимум, °C | 17,8              | 16,7              | 28,3              | 30,6              | 33,3              | 35,0              | 36,7              | 35,0              | 35,6              | 28,9              | 23,3              | 18,9              | 36,7              |
| Середній максимум, °C   | −3,3              | −0,6              | 5,0               | 12,2              | 20,6              | 25,0              | 27,2              | 26,1              | 21,1              | 13,9              | 6,1               | −0,6              | 12,8              |
| Середній мінімум, °C    | −14,4             | −13,3             | −7,2              | −0,6              | 6,1               | 11,1              | 13,9              | 12,8              | 8,3               | 2,8               | −2,8              | −10,6             | 0,6               |
| Абсолютний мінімум, °C  | −38,9             | −38,9             | −35,6             | −18,9             | −6,7              | −2,2              | 2,2               | 0,0               | −5                | −17,8             | −21,7             | −40               | −40               |
| Норма опадів, мм        | 75                | 55                | 75                | 74                | 93                | 100               | 106               | 106               | 96                | 88                | 88                | 79                | 1036              |
| ----------------------- | ----------------- | ----------------- | ----------------- | ----------------- | ----------------- | ----------------- | ----------------- | ----------------- | ----------------- | ----------------- | ----------------- | ----------------- | ----------------- |
| Джерело:                |                   |                   |                   |                   |                   |                   |                   |                   |                   |                   |                   |                   |                   |

## Демографія

### Перепис 2010
Згідно з переписом 2010 року, у місті мешкало 536 осіб у 227 домогосподарствах у складі 151 родини. Було 373 помешкання
Расовий склад населення:
| - 96,8 % — білих - 0,4 % — чорних або афроамериканців - 0,4 % — азіатів |

До двох чи більше рас належало 2,2 %. Частка іспаномовних становила 0,4 % від усіх жителів.
За віковим діапазоном населення розподілялося таким чином: 19,6 % — особи молодші 18 років, 61,0 % — особи у віці 18—64 років, 19,4 % — особи у віці 65 років та старші. Медіана віку мешканця становила 49,4 року. На 100 осіб жіночої статі у місті припадало 95,6 чоловіків; на 100 жінок у віці від 18 років та старших — 96,8 чоловіків також старших 18 років.
Середній дохід на одне домашнє господарство становив 70 835 доларів США (медіана — 41 806), а середній дохід на одну сім'ю — 85 375 доларів (медіана — 50 804). Медіана доходів становила 40 500 доларів для чоловіків та 38 750 доларів для жінок. За межею бідності перебувало 10,9 % осіб, у тому числі 6,1 % дітей у віці до 18 років та 13,9 % осіб у віці 65 років та старших.
Цивільне працевлаштоване населення становило 307 осіб. Основні галузі зайнятості: мистецтво, розваги та відпочинок — 18,6 %, освіта, охорона здоров'я та соціальна допомога — 18,2 %, сільське господарство, лісництво, риболовля — 15,6 %.

### Перепис 2000
За даними перепису 2000 року населення становило 503 людини, у місті проживало 141 сім'я, розташовувалося 200 домашніх господарств і 339 будов з щільністю забудови 3,3 будови на км². Густота населення 4,8 особи/км². Расовий склад населення: білі — 96,2 %, афроамериканці — 0,40 %, корінні американці (індіанці) — 0,2 %, представники інших рас — 0,6 %, представники двох або більше рас — 2,58 %. Іспаномовні становили 1,59 % населення.
У 2000 році середній дохід на домашнє господарство становив $38 021 USD, середній дохід на сім'ю $43 125 USD. Чоловіки мали середній дохід $30 694 USD, жінки $21 042 USD. Середній дохід на душу населення становив $18 098 USD. Близько 6,1 % сімей та 9,7 % населення перебувають за межею бідності, включаючи 9,0 % молоді (до 18 років) та 0,0 % престарілих (старше 65 років).

## Уродженці
- Гелен М. Вінслоу (1851—1938) — американська редакторка, авторка та журналістка.